# Warum Hans Wagner den Sternenhimmel hasst
Warum Hans Wagner den Sternenhimmel hasst ist ein deutscher Spielfilm mit Horror- und Komödienelementen von 2013.

## Handlung
Hans Wagner sitzt vereinsamt in seiner Wohnung, sieht fern und hält sich mit Pillen und Whisky ruhig. Als eines Tages beides alle ist, muss er die Wohnung verlassen, um Nachschub zu kaufen. Für den von Neurosen geplagten jungen Mann ist das eine große Aufgabe.
Nachdem auf dem Weg zum Supermarkt allerhand Emotionen, die er lange nicht mehr gefühlt hatte, zu ihm zurückgekehrt sind, verliebt er sich am Ende der Reise auf den ersten Blick in die Kassiererin.
Vor dem Supermarkt lernt Hans einen Obdachlosen namens Hobbit kennen, mit dem er sich anfreundet. Hans erzählt Hobbit von der Kassiererin und dass er sich nicht traut, sie anzusprechen. Hobbit überredet Hans, an einer Speed-Dating-Veranstaltung teilzunehmen, um seine Angst zu verlieren.
Beim Speed-Dating lernt Hans die vorlaute Amélie kennen und in der Folge werden sie, Hans und Hobbit gute Freunde.
Eines Morgens steht eine Fee ans Hans’ Bett und bietet an, ihm einen Wunsch zu erfüllen. Nachdem sie, um zu beweisen, dass sie tatsächlich zaubern kann, Hans’ Tisch in einen Hund verwandelt hat, wünscht sich Hans, dass sich die Kassiererin aus dem Supermarkt in ihn verliebt. Die Fee erklärt, dass sie persönlich diese Art von Magie nicht beherrscht. Sie bietet Hans aber an, ihn jemandem vorzustellen der das tut. Durch Hans’ Kleiderschrank gelangen sie in eine abstrakte Welt, in der der Magier Gregor lebt. Gregor will Hans’ Wunsch erfüllen, wenn dieser ihm im Tausch einen Traum überlässt. Hans willigt ein und wacht kurz darauf in seinem Bett auf. Für einen Moment glaubt er, alles nur geträumt zu haben, doch dann sieht er den Hund, in den die Fee seinen Tisch verwandelt hat, neben seinem Bett sitzen.
Voller Freude macht sich Hans nun auf zum Supermarkt. Als er ankommt und die Kassiererin ihn erblickt, will sie fröhlich in seine Arme laufen, wird aber plötzlich von einem Auto überfahren und stirbt.
Am Boden zerstört geht Hans zurück nach Hause und versucht, zurück zu Gregor zu gelangen, um alles ungeschehen zu machen. Als er feststellt, dass sein Schrank nur ein gewöhnlicher Schrank ist, zerschlägt er diesen in einem Wutanfall.
Nachdem Hans eine Weile in seiner verwüsteten Wohnung gelegen und sich betrunken hat, ruft Amélie ihn an, merkt, dass mit ihrem Freund etwas nicht stimmt und kommt vorbei. Sie kümmert sich um ihn und bleibt über Nacht. Hans ist von Albträumen geplagt und als er am nächsten Morgen wach wird entdeckt er, dass sein Hund brutal getötet worden ist, wie er es geträumt hat. Er verlässt die Wohnung und lässt Amélie mit dem toten Hund allein zurück.
Hans trifft in der menschenleer wirkenden Stadt auf Gregor, der ihm eröffnet, mit Hilfe seines Traums „alte Götter“ beschwören zu wollen. Als Hans versucht, Gregor zu schlagen, verschwindet dieser.
Amélie entscheidet sich in der Wohnung dazu, fernzusehen. Zunächst wird in den Nachrichten vor einem heranziehenden Sturm gewarnt, dann schaltet das Programm um, und Amélie wird Zeugin, wie zwei Männer Hobbit verprügeln und entführen. Das Programm wechselt erneut und ein mysteriöser Mann mit komplett schwarzen Augen starrt in die Kamera. Auf einmal erhebt sich der tote Hund und geht in den Fernseher.
Hobbit wird von einer sektenartigen Gruppierung die Gregor folgt auf dessen Anweisung lebendig gefressen.
Hans stolpert verwirrt durch die Stadt. Er trifft auf die verstörte Amélie, die ihn nach einem kurzen Gespräch und einer Umarmung bittet, zu gehen. Als sie hustet und Blut spuckt, läuft Hans erschrocken los, um Hilfe zu holen. Amélie erhebt sich und stürzt sich plötzlich auf Hans, der sie in Notwehr tötet.
Gregor befindet sich in einer komplett schwarzen Traumwelt, wo er den mysteriösen Mann mit den schwarzen Augen trifft. Der Mann stellt sich als Wächter der „alten Götter“ heraus, die Gregor beschwören wollte, und ist wütend. Er stellt klar, es sei noch nicht die Zeit, die alten Götter zu beschwören, und ein Mensch habe ohnehin kein Recht dazu. Er zwingt Gregor, sich das Herz aus der Brust zu reißen.
Hans irrt weiterhin orientierungslos durch die Straßen und trifft schließlich auf den mysteriösen Mann. Er fragt ihn, was passiert sei, doch der Mann erwidert nur, Hans würde das nicht verstehen. Hans stirbt und der Erzähler des Filmes erklärt, dass kurze Zeit später eine Meldung durch die Welt gegangen sei, von einer Stadt, die eines Tages ohne ersichtlichen Grund einfach leerstand.

## Produktion
„Warum Hans Wagner den Sternenhimmel hasst“ wurde 2013 mit nur 1.500 € Budget in und um Hamburg gedreht. Unter anderem Bühne und Aufbauten eines Kindertheaters dienten dabei als Kulisse.

Produziert wurde der Film von der Hamburger Gruppe Radikal & Arrogant die vorher Kurzfilme und ein Theaterstück produziert hatte.

Regisseur des Filmes ist Lars Kokemüller. Das Drehbuch schrieb er in Drehpausen am Set der australischen Fernsehserie In Your Dreams – Sommer deines Lebens, in der er eine Hauptrolle spielte.

Der Film spielt mit Genrekonventionen und Erzählelementen. Er startet als Romantische Komödie und wird langsam zum Horrorfilm mit Bezügen zum Cthulhu-Mythos von H. P. Lovecraft. Zum Ende hin wird der Film immer absurder und in sehr künstlich wirkenden Traumszenen erzählt. Unter anderem gibt es auch eine Musical Einlage.

## Kritik
„So eingängig und brav der Film beginnt, so desaströs, pessimistisch und kryptisch endet er. Ein Film, der auf den deutschen Film-Nachwuchs hoffen lässt.“

„Ein bisschen was von allem, mit einer gehörigen Portion Trash.“

„Jedes Mal wenn sich der Zuschauer in einer dieser Welten niederlassen möchte, ist der schöne, böse oder schrullige Schein schon wieder vorbei und ein neues Kapitel im Leben von Hans Wagner wird aufgeblättert. Das hebt an als depressives Milieu-Drama, reicht über ein Trash-Märchen mit Bollywood-Einlage bis hin zur Horror-Farce als würde ein Schelm das Märchen von Hans im Glück dekonstruieren.“

## Premiere und Verleih
Der Film feierte am 24. November 2013 im 3001-Kino in Hamburg seine Premiere. Danach wurde er in den Katalog des Verleihs Drop Out Cinema aufgenommen. Zudem lief der Film auf dem Obsessive Underground Festival.